# Ла Файет, Адриенна де
Мари Адриенна Франсуаза де Ноай, маркиза де ла Файет (фр. Adrienne de La Fayette; 2 ноября 1759, Париж — 24 декабря 1807, Овернь) — французская аристократка, жена французского и американского политического деятеля Мари-Жозефа-Поля-Ива дю Мотье де Лафайета (1757—1834).

## Биография
Дочь герцога Жана-Луи-Поля-Франсуа де Ноая и Анриетты-Анн-Луизы д’Агессо. Родилась и выросла в парижской семейной резиденции Hôtel de Noailles.

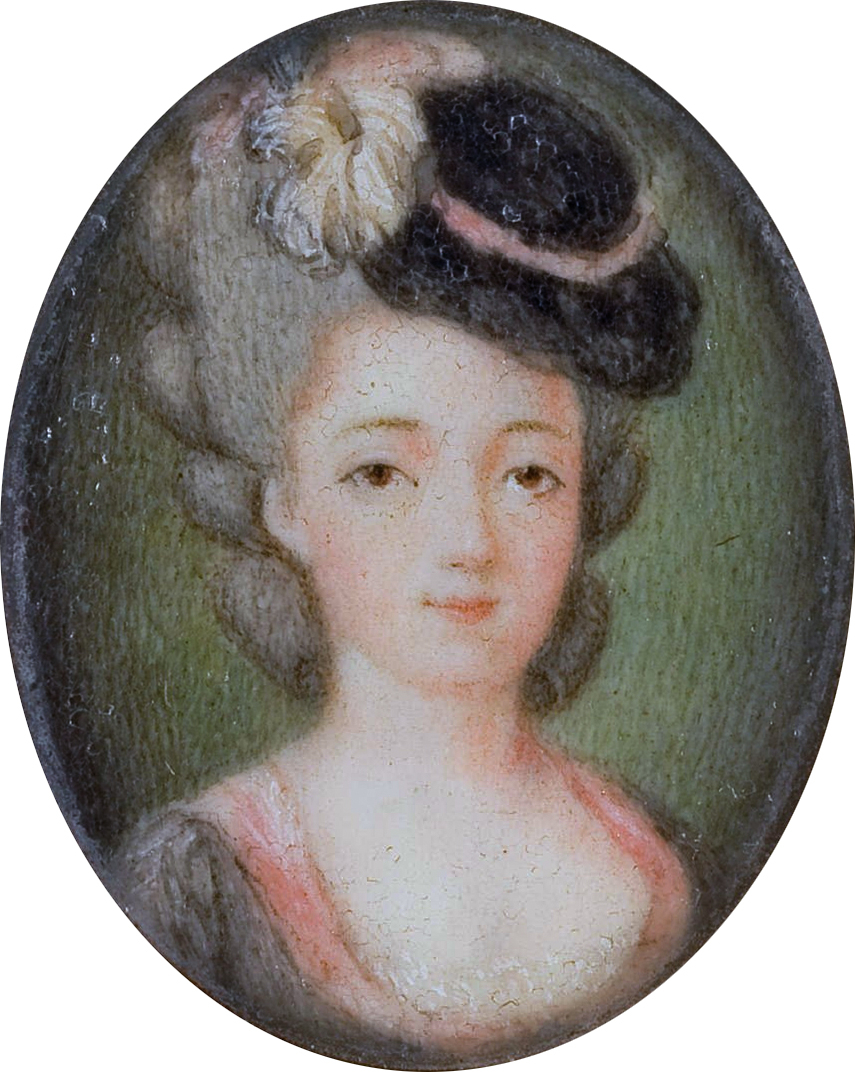
Мадемуазель д’Айен

До замужества была известна как мадемуазель д’Айен.
В апреле 1774 года вышла замуж за маркиза Лафайета, когда ей было 14, а ему 16 лет. Разделяла идеализм своего мужа. Семейная пара купила две плантации в Южной Америке, освободила рабов и распределила между ними землю. Лафайет передал эксперимент в её руках. Адриенна немедленно запретила порку и продажу рабов и планировала обучить их морали и религии, чтению, письму и арифметике для практических нужд для работы на плантациях.
В 1776 году у пары родилась дочь Генриетта (1776—1778) жила всего лишь 2 года, Анастасия Луиза Полина (1777—1863) вышла замуж за графа Латура-Мобура и дожила до 86 лет, Мария Антуанетта Виржиния (1782—1849) в замужестве маркиза де Ластейри, опубликовала материнские и собственные воспоминания об их семье и сын Жорж Вашингтон де Лафайет (1779—1849).
Во время Якобинской диктатуры в 1792 г. была арестована революционным правительством, заключена в тюрьму и около 2-х лет провела в заключении. Её мать, бабушка и одна из сестёр были гильотинированы только на основании их дворянского происхождения. В 1795 году была приговорена к смертной казни.
Спасло её вмешательство Элизабет Монро, жены Джеймса Монро, министра президента США Джорджа Вашингтона во Франции. Миссис Монро посетила заключенную маркизу за день до казни и громко объявила, что придёт навестить её на следующий день.
Не желая разрывать связи с дипломатом США, революционные власти Франции Адриенну де Ла Файет обезглавить не осмелились. После выхода из тюрьмы в 1795 году она послала сына учиться в Гарварде, а вместе с дочерьми поехала в Австрию и попросила императора разрешить ей остаться жить вместе со своим мужем в Ольмюцской крепости, что ей было позволено. Семья вернулась во Францию в 1799 году. Вернувшись на родину, ей удалось спасти бо́льшую часть семейного состояния и имущества, захваченного во время французской революции. Адриенн организовала покупку земли, которая стала местом массового захоронения жертв гильотинирования в Париже, в том числе членов её собственной семьи. Там она основала частное кладбище Пикпюс Cimetière de Picpus и организовала его освящение.
После всех переживаний здоровье Адриенны сильно ухудшилось, она долго болела и в 1807 ушла из жизни.
Похоронена на кладбище Пикпюс рядом с мужем.